# Haviland (New York)
Pour les articles homonymes, voir Haviland (homonymie).
Haviland est une census-designated place du comté de Dutchess, dans l'État de New York, aux États-Unis,. En 2020, elle compte une population de 4 174 habitants.